# (25384) Partizánske
25384 Partizanske (1999 UW1) – planetoida z pasa głównego asteroid okrążająca Słońce w ciągu 5,63 lat w średniej odległości 3,16 j.a. Odkryta 18 października 1999 roku.